# Nationalist Front

Drapeau du Front nationaliste.

Le Nationalist Front (en français : « Front nationaliste ») est une coalition large de groupes néo-nazis, nationalistes blancs, suprématistes blancs et néo-confédérés basés aux États-Unis.

## Rallye White Lives Matter
Le Front fut l'une des principales organisations organisatrices du rassemblement « White Lives Matter » à Shelbyville et à Murfreesboro au Tennessee en octobre 2017.

## Membres
- Mouvement national-socialiste (depuis 2017)
- Traditionalist Worker Party (2017-2018, dissous)
- Ligue du Sud (2017-2018)[1]
- Vanguard America (en) (depuis 2017, s'est scindé en Patriot Front)